# 丘瓦尼亞山
15°24′42″S 71°43′54″W / 15.41167°S 71.73167°W
丘瓦尼亞山（Chuaña），是秘魯的山峰，位於該國南部阿雷基帕大區的卡伊尤馬省，處於基維查山和密斯米雪山以北和普卡拉山以西，屬於安第斯山脈的一部分，海拔高度約5,108米。